# Galumna undulata
Galumna undulata är en kvalsterart som först beskrevs av Nambiyath Puthansurayil Balakrishnan 1985.  Galumna undulata ingår i släktet Galumna och familjen Galumnidae. Inga underarter finns listade i Catalogue of Life.